# Tous sur orbite !
Tous sur orbite ! est une émission de télévision documentaire française éducative et scientifique, diffusée en 1997 sur La Cinquième, destinée à expliquer de manière pédagogique le fonctionnement du système solaire par des images en 3 dimensions. Cette émission est un parcours d’un an dans le système solaire, qui commence le 1er janvier pour s’achever le 31 décembre.
Au Québec, l'émission a été diffusée à partir du 7 septembre 1998 sur Canal Famille.

## Principe de l'émission
Lors de sa première diffusion en 1997, un épisode court était diffusé quotidiennement du lundi au vendredi et les cinq épisodes étaient ensuite regroupés pour être diffusés d'un seul bloc le samedi. Quand c'était pertinent, les épisodes courts évoquaient l'actualité astronomique de leur jour de diffusion (phase de la Lune, planète visible, éclipse, etc.). Cette référence aux éphémérides de l'année 1997 a quasiment disparu lors des rediffusions ultérieures.
Chaque émission est divisée en quatre chapitres correspondant aux quatre saisons puis eux-mêmes divisés ; soit 52 épisodes au total comme les 52 semaines de notre calendrier grégorien.
Chaque épisode commence de la même manière, la voix off présente la position de Terre sur son orbite représentée par une courbe bleue. Toute l'émission est illustrée par des images de synthèse afin d'expliquer aux enfants ou aux néophytes, la simple complexité du système solaire. Le spectateur prend alors connaissance en toute facilité des phénomènes comme ce qu'est qu'une éclipse solaire, une aurore boréale ou encore d'où viennent les comètes.

## Sommaire
| Semaine | Dates                        | Titre                                             |
| ------- | ---------------------------- | ------------------------------------------------- |
| 1       | Du 1 au 7 janvier            | Le voyage commence                                |
| 2       | Du 8 au 14 janvier           | Comment voyager dans le Système solaire           |
| 3       | Du 15 au 21 janvier          | La Lune nous accompagne                           |
| 4       | Du 22 au 28 janvier          | La pleine Lune                                    |
| 5       | Du 29 janvier au 4 février   | La rotation de la Terre                           |
| 6       | Du 5 au 11 février           | Copernic et Kepler changent notre vision du monde |
| 7       | Du 12 au 18 février          | La gravitation                                    |
| 8       | Du 19 au 25 février          | Les étoiles qui nous cernent et nous concernent   |
| 9       | Du 26 février au 4 mars      | Le calendrier                                     |
| 10      | Du 5 au 11 mars              | Lune décroissante et éclipse solaire              |
| 11      | Du 12 au 18 mars             | Éclipses et occultations                          |
| 12      | Du 19 au 25 mars             | L'équinoxe de Printemps                           |
| 13      | Du 26 mars au 1er avril      | La Terre perturbe le calendrier de printemps      |
| 14      | Du 2 au 8 avril              | D'où viennent les comètes ?                       |
| 15      | Du 9 au 15 avril             | Aventures de comètes et clair de Terre            |
| 16      | Du 16 au 22 avril            | Les astéroïdes                                    |
| 17      | Du 23 au 29 avril            | Soleil, Terre, climat : un fragile équilibre      |
| 18      | Du 30 avril au 6 mai         | Planètes extérieures                              |
| 19      | Du 7 au 13 mai               | Comment voir les mouvements de la Terre           |
| 20      | Du 14 au 20 mai              | Jupiter et ses satellites                         |
| 21      | Du 21 au 27 mai              | Mercure et Mars                                   |
| 22      | Du 28 mai au 3 juin          | Vénus et Jupiter                                  |
| 23      | Du 4 au 10 juin              | Aux confins du Système solaire                    |
| 24      | Du 11 au 17 juin             | La profusion des mouvements                       |
| 25      | Du 18 au 24 juin             | Solstice d'été                                    |
| 26      | Du 25 juin au 1er juillet    | Nuits blanches et taches solaires                 |
| 27      | Du 2 au 8 juillet            | La Terre au plus loin du Soleil                   |
| 28      | Du 9 au 15 juillet           | Vénus                                             |
| 29      | Du 16 au 22 juillet          | Coucher de Soleil au bord de la mer               |
| 30      | Du 23 au 29 juillet          | Canicule et effet de serre                        |
| 31      | Du 30 juillet au 5 août      | La Terre dans l'immensité galactique              |
| 32      | Du 6 au 12 août              | La première photo de la Terre                     |
| 33      | Du 13 au 19 août             | La semaine des étoiles filantes                   |
| 34      | Du 20 au 26 août             | Jupiter et ses compagnons                         |
| 35      | Du 27 août au 2 septembre    | Mesurer le temps et le ciel                       |
| 36      | Du 3 au 9 septembre          | Éclipse du Soleil et grand tour planétaire        |
| 37      | Du 10 au 16 septembre        | Grand tour planétaire avec la Lune                |
| 38      | Du 17 au 23 septembre        | Éclipse de la Lune et bientôt l'équinoxe          |
| 39      | Du 24 au 30 septembre        | Équinoxe d'automne et grandes marées              |
| 40      | Du 1er au 7 octobre          | Mouvements et gravitation                         |
| 41      | Du 8 au 14 octobre           | Fantaisies lunaires                               |
| 42      | Du 15 au 21 octobre          | Rendez-vous vagabonds                             |
| 43      | Du 22 au 28 octobre          | Jupiter, fin de l'heure d'été                     |
| 44      | Du 29 octobre au 4 novembre  | Le temps manipulé, conjonction Vénus-Mars         |
| 45      | Du 5 au 11 novembre          | Prenez vos repères !                              |
| 46      | Du 12 au 18 novembre         | Saturne                                           |
| 47      | Du 19 au 25 novembre         | Des traces de vie extraterrestre                  |
| 48      | Du 26 novembre au 2 décembre | La Terre avance, les étoiles glissent             |
| 49      | Du 3 au 9 décembre           | Des astres sous influences mutuelles              |
| 50      | Du 10 au 16 décembre         | Suivez la course de la Terre                      |
| 51      | Du 17 au 23 décembre         | Solstice d'hiver                                  |
| 52      | Du 24 au 31 décembre         | Les « étoiles » de Noël                           |

## Fiche technique
- Production : Neuroplanet, France 3 et Télé Images
- Écriture : Nicolas Gessner
- Réalisation : Nicolas Gessner
- Voix off : Stéphane Freiss
- Images de synthèse : Fantôme
- Musique : Marc Hillman et Bruno Alexiu

### DVD en version doublée et sous-titrée
- Français
- Anglais
- Allemand